# Ordine civile e militare dell'Aquila romana
L'Ordine civile e militare dell'Aquila romana fu un ordine cavalleresco concesso dal Regno d'Italia fino al 1943 e dalla Repubblica Sociale Italiana fino al 1945.

## Storia

### Nel Regno d'Italia
L'Ordine venne istituito da Vittorio Emanuele III di Savoia, che ne fu l'unico Gran Maestro, il 14 marzo 1942, al fine di ricompensare gli stranieri che per meriti civili o militari avessero acquistato benemerenze verso l'Italia.
Fondato nell'epoca del regime Fascista, l'ordine non venne più conferito dopo la Caduta del Fascismo, e venne poi definitivamente soppresso con un decreto luogotenenziale da Umberto II di Savoia il 5 ottobre 1944.

### Nella Repubblica Sociale Italiana
Un altro e distinto Ordine civile e militare dell'Aquila romana fu istituito nella Repubblica Sociale Italiana da Benito Mussolini, con apposito decreto il 2 marzo 1944, mantenendo la denominazione e le insegne di quello del Regno d'Italia, queste ultime modificata sostituendo i simboli monarchici con quelli del fascismo repubblicano. 
Mentre l'Ordine civile e militare dell'Aquila romana del Regno d'Italia era riservato solo agli stranieri che si fossero mostrati meritevoli nei confronti della Nazione italiana, l'Ordine civile e militare dell'Aquila romana della Repubblica Sociale Italiana non ebbe limiti di nazionalità, essendo conferito sia ai cittadini italiani che agli stranieri. 
Questo Ordine dell'Aquila romana si estinse nel 1945 con l'estinzione della Repubblica Sociale Italiana, che ne costituiva la Fons honorum. Come tutte le altre onorificenze, decorazioni e medaglie della Repubblica Sociale Italiana, l'ordine non fu riconosciuto dal Regno d'Italia né, successivamente, dalla Repubblica Italiana.

## Gradi
All'atto della sua fondazione, l'Ordine era suddiviso nei consueti cinque gradi: 
- Cavaliere di Gran-Croce
- Grand'Ufficiale
- Commendatore
- Ufficiale
- Cavaliere

Questi gradi potevano essere concessi nella classe civile o in quella militare.
Nell'agosto del 1942 furono portate alcune modifiche con lo sdoppiamento del grado di Cavaliere di Gran-Croce, come segue:
- Cavaliere o di Gran-Croce, Classe d'Oro
- Cavaliere o di Gran-Croce, Classe d'Argento[4]

e con l'istituzione di due Medaglie al Merito, una d'Argento e una di Bronzo.
Riassumendo i principali cambi di gradi si può tracciare questo schema: 
14 marzo - 24 agosto 1942 (Regno d'Italia)
- Cavaliere di Gran-Croce
- Grand'Ufficiale
- Commendatore
- Ufficiale
- Cavaliere

24 agosto 1942 - 5 ottobre 1944 (Regno d'Italia)
- Cavaliere di Gran-Croce d'Oro
- Cavaliere di Gran-Croce d'Argento
- Grand'Ufficiale
- Commendatore
- Ufficiale
- Cavaliere
- Medaglia d'Argento
- Medaglia di Bronzo

2 marzo 1944 - 28 aprile 1945 (Repubblica Sociale Italiana)
- Cavaliere di Gran-Croce
- Grand'Ufficiale
- Commendatore
- Ufficiale
- Cavaliere
- Medaglia d'Argento
- Medaglia di Bronzo

## Insegne

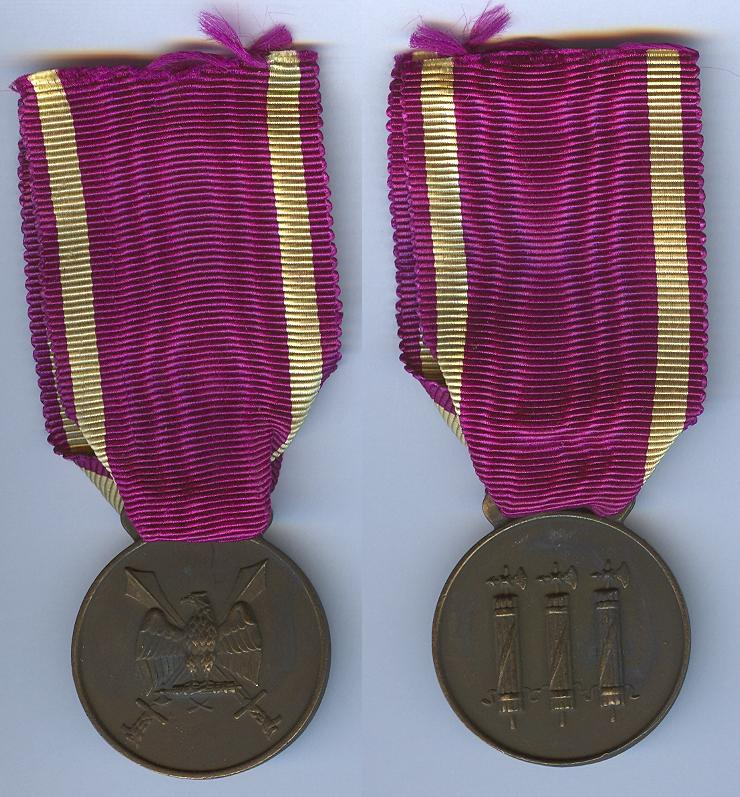
Medaglia di bronzo al merito (classe militare). Insegna appartenente al periodo della R.S.I.

Le insegne dell'Ordine dell'Aquila romana del Regno d'Italia, generalmente, consistevano nell'aquila di Savoia, caricata di uno scudo, su sfondo blu. Essa era montata sulle croci di cavalieri, ufficiali, commendatori, e grandi ufficiali, mentre si trovava in forma di placca nelle gran croci.
L'Ordine dell'Aquila Romana della Repubblica sociale italiana sostituiva l'aquila sabauda con quella della fascista, mentre nel lato posteriore della decorazione comparivano tre fasci repubblicani.
Le medaglie in argento od in bronzo, non erano smaltate.
Le onorificenze militari si distinguevano da quelle civili per la presenza di due spade incrociate retrostanti la medaglia.
- Medaglia al Merito (d'Argento e di Bronzo): la medaglia misura mm 32 di diametro
- Cavaliere : la croce misura mm 35 e viene appesa al nastro e portata sul lato sinistro del petto
- Ufficiali: a croce è identica a quella da Cavaliere ad eccezione della presenza di una rosetta cucita sul nastro.
- Commendatore : la croce misura mm 50 ed è appesa ad un nastro da legare al collo
- Grand'Ufficiale: la croce presenta le stesse caratteristiche di quella da Commendatore. Oltre alla commenda è presente una placca-stella a quattro punte misurante mm 65 di diametro
- Cavaliere di Gran Croce (d'Oro e d'Argento): la croce misura mm 50 ed è appesa ad una fascia portata a tracolla, da destra a sinistra. Oltre alla fascia è presente una placca-stella a otto punte misurante mm 80 di diametro

|                    |                    |                         |                         |
| Nastri             |                    |                         |                         |
| Medaglia di Bronzo | Medaglia d'Argento | Cavaliere 152 insigniti | Ufficiale 148 insigniti |

|                           |                              |                                                |                                           |
| Nastri                    |                              |                                                |                                           |
| Commendatore 92 insigniti | Grand'Ufficiale 45 insigniti | Cavaliere di Gran-Croce d'Argento 18 insigniti | Cavaliere di Gran-Croce d'Oro 2 insigniti |